# The Wild Ride
Pour plus de détails, voir Fiche technique et Distribution.
Descente en enfer (The Wild Ride) est un film américain réalisé par Harvey Berman, sorti en 1960.

## Fiche technique
- Titre : The Wild Ride
- Réalisation : Harvey Berman
- Scénario : Burt Topper, Ann Porter et Marion Rothman
- Photographie : Taylor Sloan
- Montage : Monte Hellman et William Mayer
- Production : Harvey Berman et Kinta Zertuche
- Pays d'origine : États-Unis
- Dates de sortie : 17 juin 1960 ( États-Unis et France)

## Distribution
- Jack Nicholson : Johnny Varron
- Georgianna Carter : Nancy
- Robert Bean : Dave
- Carol Bigby : Joyce
- John Bologni : Barny
- Gary Espinosa : Cliff